# Simialuk
Simialuk (ᓯᒥᐊᓗᒃ), vroeger Ormonde Island geheten, is een onbewoond eiland in de regio Qikiqtaaluk in Nunavut, Canada. Het eiland ligt in de oostelijke opening van de Fury and Hecla Strait en is onderdeel van de Canadese Arctische Eilanden. Het ligt ten noorden van het Melville-schiereiland, ten zuiden van Baffineiland en ten westen van het Foxebekken.
| Eilanden en wateren rondom Simialuk | Eilanden en wateren rondom Simialuk | Eilanden en wateren rondom Simialuk | Eilanden en wateren rondom Simialuk | Eilanden en wateren rondom Simialuk |
| ----------------------------------- | ----------------------------------- | ----------------------------------- | ----------------------------------- | ----------------------------------- |
|                                     |                                     | Baffineiland, Eldereiland           |                                     |                                     |
|                                     |                                     |                                     |                                     |                                     |
| Saglirjuaq                          | Foxebekken                          |                                     |                                     |                                     |
|                                     |                                     |                                     |                                     |                                     |
|                                     |                                     | Melville-schiereiland               |                                     |                                     |